# Georges Gautschi
Georges Harold Roger Gautschi  (6 de abril de 1904 – 12 de fevereiro de 1985) foi um patinador artístico suíço. Ele conquistou uma medalha de bronze olímpica em 1924, e uma medalha de bronze em campeonatos mundiais.

## Principais resultados
| Resultados                                            | Resultados    | Resultados        | Resultados    | Resultados        | Resultados      | Resultados       | Resultados        | Resultados    | Resultados    | Resultados      | Resultados    | Resultados    |
| Internacional                                         | Internacional | Internacional     | Internacional | Internacional     | Internacional   | Internacional    | Internacional     | Internacional | Internacional | Internacional   | Internacional | Internacional |
| Evento/Temporada                                      | 1921– 1922    |                   | 1923– 1924    | 1924– 1925        | 1925– 1926      | 1926– 1927       |                   | 1928– 1929    | 1929– 1930    | 1930– 1931      |               |               |
| ----------------------------------------------------- | ------------- | ----------------- | ------------- | ----------------- | --------------- | ---------------- | ----------------- | ------------- | ------------- | --------------- | ------------- | ------------- |
| Jogos Olímpicos                                       |               | Medalha de bronze |               |                   |                 |                  |                   |               |               |                 |               |               |
| Campeonato Mundial                                    |               |                   | 6.º           |                   | 4.º             |                  | Medalha de bronze |               |               |                 |               |               |
| Campeonato Europeu                                    | 9.º           | 7.º               | 4.º           | Medalha de bronze |                 | Medalha de prata |                   |               |               |                 |               |               |
| Nacional                                              |               |                   |               |                   |                 |                  |                   |               |               |                 |               |               |
| Campeonato Suíço                                      |               |                   |               |                   | Medalha de ouro | Medalha de ouro  |                   |               |               | Medalha de ouro |               |               |
|                                                       |               |                   |               |                   |                 |                  |                   |               |               |                 |               |               |
| Legenda: Competição não foi disputada nesta temporada |               |                   |               |                   |                 |                  |                   |               |               |                 |               |               |